# 愛知県立津島高等学校
愛知県立津島高等学校（あいちけんりつつしまこうとうがっこう）は、愛知県津島市宮川町にある公立の高等学校である。

## 沿革
津島町長の小島音三郎の尽力で、愛知県第三中学校が海部郡津島町に誘致され、1900年（明治33年）4月に開校した。1915年（大正4年）7月には津島町立高等女学校が開校している。戦後の1948年（昭和23年）には両校が統合され、現在の愛知県立津島高等学校となった。

### 愛知県第三中学校
- 1900年（明治33年）2月 - 愛知県第三中学校開校認可
- 1900年（明治33年）4月 - 愛知県第三中学校開校
- 1901年（明治34年）8月 - 愛知県立第三中学校と改称
- 1908年（明治41年）8月 - 同窓会設立
- 1922年（大正11年）5月 - 愛知県立津島中学校と改称
- 1925年（大正14年）4月 - 寄宿舎廃止
- 1936年（昭和11年）11月 - 校地拡張
- 1941年（昭和16年）7月 - 校地拡張
- 1943年（昭和18年）3月 - 総合運動場竣工
- 1947年（昭和22年）4月 - 愛知県津島中学校・同併設中学校・特別科設置
- 1948年（昭和23年）4月 - 愛知県立津島高等学校・同併設中学校設置

### 愛知県津島高等女学校
- 1915年（大正4年）3月 - 津島町立高等女学校設置認可（修業年限4年）
- 1915年（大正4年）4月 - 津島町立高等女学校開校
- 1922年（大正11年）3月 - 愛知県津島高等女学校と改称
- 1923年（大正12年）7月 - 愛知県に移管
- 1925年（大正14年）4月 - 補習科設置
- 1943年（昭和18年）4月 - 補習科を専攻科と改称　修練科新設
- 1946年（昭和21年）4月 - 5年制高等女学校となる
- 1947年（昭和22年）4月 - 愛知県立津島高等女学校併設中学校設置
- 1948年（昭和23年）4月 - 愛知県立津島東高等学校・同併設中学校設置（現在の同名校とは別）

### 愛知県津島高等学校
- 1948年（昭和23年）10月 - 津島高等学校、津島東高等学校を統合　通常課程（普通課程・商業課程・家庭課程）定員1,650名　定時制課程（普通課程）定員200名　別科定員50名
- 1949年（昭和24年）4月 - 学区制実施（津島市・海部郡の大部分・中島郡の一部）
- 1952年（昭和27年）10月 - 家庭科特別教室竣工
- 1953年（昭和28年）3月 - 商業課程募集停止　定時制課程は夜間定時制に移行
- 1954年（昭和29年）3月 - 別科廃止　東校舎（旧津島高等女学校）は愛知県立津島商工高等学校へ移管
- 1956年（昭和31年）4月 - 大学区制に変更
- 1959年（昭和34年）2月 - 体育館兼講堂竣工
- 1963年（昭和38年）4月 - 普通科11学級　家庭科2学級
- 1968年（昭和43年）4月 - 普通科10学級　家政科募集停止
- 1973年（昭和48年）3月 - 鉄筋新校舎竣工
- 1978年（昭和53年）1月 - 体育館焼失
- 1979年（昭和54年）3月 - 新体育館完成
- 1979年（昭和54年）3月 - プール完成
- 1982年（昭和57年）2月 - 武道館完成
- 1983年（昭和58年）2月 - 定時制給食室完成
- 1983年（昭和58年）4月 - 弓道場、津島市より寄付採納
- 1990年（平成2年）5月 - 創立90周年記念式典
- 2000年（平成12年）5月 - 創立100周年記念式典
- 2010年（平成22年）10月 - 旧講堂館改修完成
- 2010年（平成22年）11月 - 創立110周年記念式典
- 2011年（平成23年）3月 - 三稜文庫（約3万冊の図書）完成
- 2011年（平成23年）3月 - 興学館（学習室）完成
- 2017年（平成29年）6月28日 - 津島高校の正門を含む13校の門柱（愛知県立旧制学校の門柱）が登録有形文化財に登録される[1]。

## 教育方針
教育基本法および学校教育法の精神に則り、個人の尊厳を重んじ、自らを厳しく律するとともに、平和的な国家および社会の有為な形成者としての資質の育成を目標とする。そのため、次の各点に留意して、知・徳・体の調和ある人格の育成にあたる。
- 知：予習・復習を励行し、毎日の授業を大切にする学習習慣を身につけ、意欲に満ちた学習態度を育てる。
- 仁：人の命、物のいのちを尊び、時間を大切にする気風を高め、礼節を重んじ、心豊かな生活を築く態度を育てる。
- 勇：学校教育のあらゆる場で、強健な心身の育成と体力の向上をはかり、たくましい身体と旺盛な気力を育てる。

## 学科

### 全日制課程
- 普通科（定員280名） - 第2学年から理系と文系に分かれ、文系はさらに第3学年から文I（私立大コース）・文II（国公立大コース）に分かれる。
  - 2007年（平成19年）度より国際理解コースを設置。7限授業を週2回実施、希望者には早朝・授業後の補習授業も実施している。国語・数学・英語については、スタディ・ルーム（習熟度別学習）、少人数指導を実施し、土曜日には3時間〜6時間の自学自習の場が設けられる。
  - 2007年（平成19年）度より普通科の定員を320名とし、第1学年から普通科を普通コースと国際理解コースに分けた。普通コースは第2学年で理系と文系に分かれる。また、7限授業を週3回実施する。
  - 2012年（平成24年）度より月曜〜金曜全て50分授業の7時限編成となる。普通科9クラス360名（国際理解コースを含む）に募集定員を変更。
  - 2018年（平成30年）度現在、月・水・木曜のみ7時限編成、50分授業となっている。

### 定時制課程（夜間）
- 普通科（定員40名） - 全日制普通科と同じ教室で授業が行われている。4年制（通信併用で3年）

## 校歌・校章

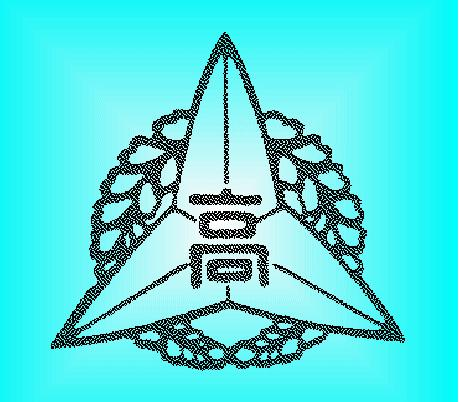
「愛知県第三中学校」の「三稜」と「旧津島高女」の「下がり藤」をデザインしたもの

校歌は信時潔の作曲。歌詞は「をかのへの…」と歴史的仮名遣いで表記される。また、「津島」の名は3番まである歌詞の中では1度しか出てこない。
校章は旧津島中学（愛知県第三中学校）の校章である三稜（知・仁・勇　知育・徳育・体育を象徴）と旧津島高女の校章である下がり藤（古い地名、藤浪の里）とを併用したデザインである。

## 著名な出身者

### 愛知県立第三中學校・旧制中學校
- 赤尾敏 - 行動右翼　大日本愛国党総裁
- 吉川博 - 政治家、元参議院議員
- 杉野繁一 - 教育者（元・杉野学園理事長）
- 鈴木清 - 青山学院大学名誉教授
- 大野正直 - 弁護士、名古屋軍（現：中日ドラゴンズ）会長
- 荻須高徳 - 洋画家
- 石岡繁雄 - 登山家（元日本山岳会東海支部名誉会員）
- 武藤金義 - 日本海軍の撃墜王、2年生で中退する
- 平野逸朗 - 日本の文化人
- 谷訯 - メルボルンオリンピック競泳日本代表

### 新制高等學校
- 井桁克 - 第6代津島市長（4期半ばで辞職）
- 吉川圭祐 - 海上自衛隊司令部元幕僚長
- 飯田経夫 - 経済学者
- 津金澤督雄 - 鹿児島大学医学部元教授
- 山中龍夫 - 横浜国立大学元教授
- 飯尾隆義 - 名古屋大学元理学研究科物理専攻教授
- 三輪實 - 岐阜大学名誉教授
- 横井茂樹 - 名古屋大学名誉教授
- 井戸田正 - 雪印乳業株式会社元社長
- 黒川孝雄 - 明治サンテオレ株式会社元社長、日本フランチャイズチェーン協会元会長
- 家田美智雄 - ユニー株式会社元会長
- 佐藤治 - 千代田火災海上保険株式会社元副社長
- 千賀修一（弁護士・税理士）
- 城正憲 - 弁護士（元検事）
- 稲葉真弓 - 小説家
- 鈴木まな美 - 舞台女優
- 鹿野幸子 - 彫刻家（元女子美術大学名誉教授）
- 若山五朗 - 登山家（井上靖「氷壁」モデル）
- 北角浩一 - 日本一ソフトウェア創業者・会長
- 木谷雅 - sacra（ボーカル）
- 末松勇喜 - ラグビー選手
- 平沢隆好 - プロ野球選手（南海ホークス）
- 伊藤則旦 - プロ野球選手（毎日オリオンズ・大毎オリオンズ）

### 教職員
- 山田克己 - 第7代津島市長（3期12年務める）

## 交通アクセス
- 名鉄尾西線 日比野駅より徒歩で約20分。

## 備考
1947年（昭和22年）、第19回選抜中等学校野球大会に出場。抽選で1回戦はなし。2回戦の松江中との対戦が初戦となり1-0で勝利したが、準々決勝は桐生中に2-3で敗れた。また、愛知県高野連より第83回選抜高校野球大会（2011年）の「21世紀枠」候補に選ばれ、毎日新聞社中部本社より表彰され、愛知県高野連から記念の「盾」が贈られた。
校内には正義の女神の像が飾られている。これは2010年（平成22年）に創立110周年を記念して当時三稜会会長であった千賀修一（虎ノ門法律経済事務所所長弁護士）が寄贈したもので、9月11日に除幕式が行われた。
愛知県の公立高校では唯一、スーパーグローバルハイスクールのアソシエイト校の指定を受けている。

### 画像

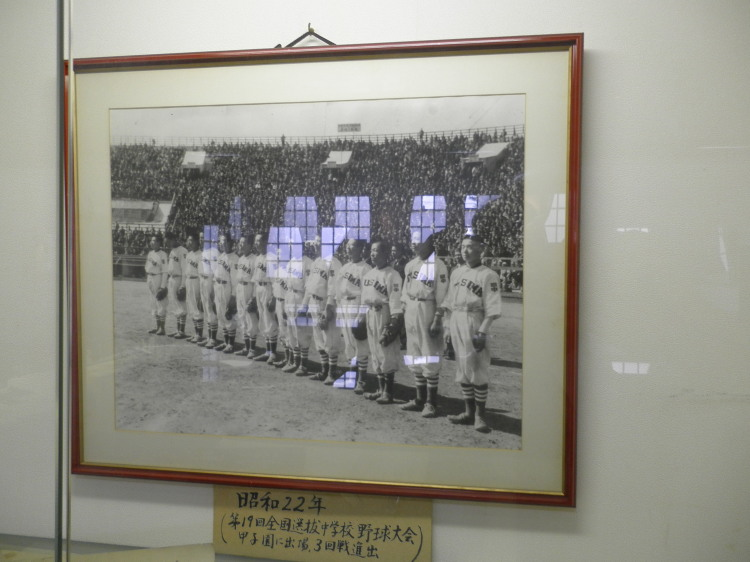
校内に飾られた第19回選抜中等学校野球大会の写真